# إنتاج زيت النخيل في إندونيسيا

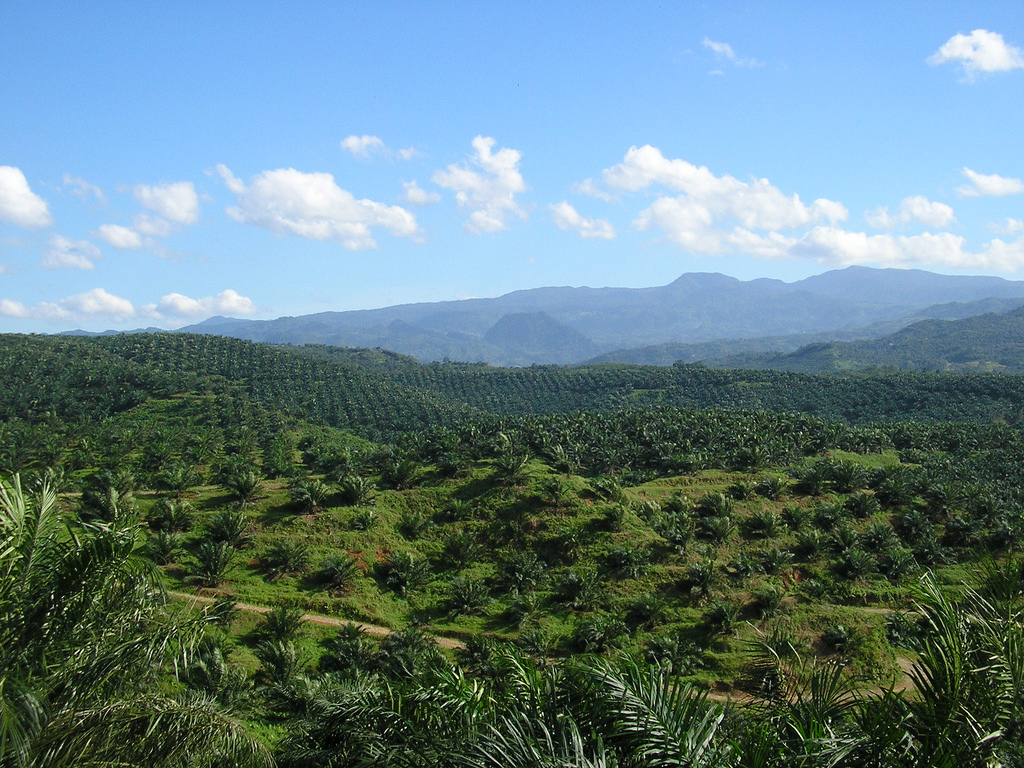
مزرعة زيت النخيل في بوجور.

إنتاج زيت النخيل في إندونيسيا يعتبر إنتاج زيت النخيل مهمًا لاقتصاد إندونيسيا، حيث تعد البلاد أكبر منتج ومستهلك للسلعة في العالم، حيث توفر حوالي نصف المعروض العالمي. في عام 2016 أنتجت إندونيسيا أكثر من 34.5 مليون طن من زيت النخيل، وتصدير ما يقرب من 73 ٪ منه. تمتد مزارع زيت نخيل على مساحة 12 مليون هكتار، ومن المتوقع أن تصل إلى 13 مليون هكتار بحلول عام 2020. هناك عدة أنواع مختلفة من المزارع بما في ذلك المزارع الصغيرة المملوكة ملكية خاصة، والمزارع الكبيرة المملوكة للدولة. هناك مجموعة متنوعة من الآثار الصحية والبيئية والمجتمعية التي تنتج عن إنتاج زيت النخيل في إندونيسيا. يشير منشور حديث صادر عن شبكة عمل الغابات المطيرة إلى أن استخدام زيت النخيل من قبل بعض أكبر منتجي الشوكولاتة والوجبات الخفيفة يزيد من هذه المشكلة.
بالإضافة إلى خدمة الأسواق التقليدية تتطلع إندونيسيا إلى بذل المزيد من الجهد لإنتاج وقود الديزل الحيوي. الصين والهند هما المستوردان الرئيسيان لزيت النخيل، حيث يمثلان أكثر من ثلث واردات زيت النخيل العالمية. بالنظر إلى انهيار انبعاثات غازات الدفيئة في إندونيسيا، سيأتي التخفيف من تغير المناخ بشكل أساسي من السيطرة على حرائق الغابات والحفاظ على أراضي الخث. سيكون خفض الانبعاثات الناتجة عن إزالة الغابات وتدهورها في البلدان النامية «عنصرًا مهمًا في هدفاستخدام الأراضي». وهذا يعني أنه ستكون هناك حاجة إلى حوافز ومدخلات اقتصادية كبيرة من الموارد الخارجية لضمان منع تغيير استخدام الأراضي.

## إزالة الغابات
حتى عام 1900 كانت إندونيسيا لا تزال دولة غابات كثيفة: تمثل الغابات 84 في المائة من إجمالي مساحة الأرض. تكثفت إزالة الغابات في سبعينيات القرن الماضي وتزايدت منذ ذلك الحين. انخفض الغطاء الحرجي المقدر بـ 170 مليون هكتار في حوالي عام 1900 إلى أقل من 100 مليون هكتار بحلول نهاية القرن العشرين. من إجمالي قطع الأشجار في إندونيسيا تم الإبلاغ عن أن ما يصل إلى 80٪ يتم تنفيذه بطريقة غير قانونية.
تم تطهير مساحات واسعة من الغابات في إندونيسيا من قبل شركات اللب متعددة الجنسيات الكبيرة. غالبًا ما يتم حرق الغابات بواسطة المزارعين وأصحاب المزارع. مصدر آخر رئيسي لإزالة الغابات هو صناعة قطع الأشجار، مدعوم بالطلب من الصين واليابان. نقلت برامج التنمية الزراعية والهجرة أعداداً كبيرة من السكان إلى مناطق الغابات المطيرة، مما زاد من معدلات إزالة الغابات. إزالة الغابات من أراضي الخث غالبا ما يتم تطهيرها لصناعات زيت النخيل.
غالبًا ما تدمر حرائق الغابات أحواض الكربون عالية السعة، بما في ذلك الغابات المطيرة القديمة والأراضي الخثية. في مايو 2011 أعلنت إندونيسيا وقفا على عقود قطع الأشجار الجديدة للمساعدة في مكافحة هذا. بدا أن هذا غير فعال على المدى القصير، حيث استمر معدل إزالة الغابات في الزيادة. بحلول عام 2012 تجاوزت إندونيسيا معدل إزالة الغابات في البرازيل، وأصبحت أسرع دول إزالة الغابات في العالم. ومع ذلك فإنه من غير الواضح حول معدلات إزالة الغابات المقارنة الحالية بين إندونيسيا والبرازيل لأن القيادة السياسية الجديدة في البرازيل زادت إزالة الغابات بشكل كبير في الآونة الأخيرة.
على الصعيد المحلي كان هناك بعض الجهد للقضاء على ممارسات القطع والحرق غير القانونية. تم إنشاء وكالة استعادة الأراضي الخثية في عام 2015 برئاسة الرئيس جوكو ويدودو. في عام 2018 لم تعد الحكومة تمنح تراخيص إزالة الغابات في مزارع زيت النخيل. من غير الواضح مدى فعالية هذه القوانين بسبب الفساد وسوء التطبيق والثغرات في بعض هذه السياسات.

## الإنتاج
سجل إنتاج زيت النخيل في إندونيسيا منذ عام 1964 زيادة هائلة من 157.000 طن إلى 41.5 مليون طن في عام 2018 وستكون هناك حاجة إلى ما مجموعه 51 مليون طن في عام 2025 لتلبية الطلب الدولي والمحلي. يمثل زيت النخيل 11٪ من حصيلة صادرات إندونيسيا البالغة 5.7 مليار دولار. للحفاظ على مكانتها كأكبر منتج في العالم لزيت النخيل، توقعت إندونيسيا رقمًا قدره 40 مليون طن بحلول عام 2020. وفي هذا السياق كان رقم الإنتاج العالمي الذي قدمته منظمة الأغذية والزراعة (الفاو) 50 مليون طن لعام 2012، أي ما يعادل لمضاعفة إنتاج 2002. تنعكس هذه الزيادة أيضًا في زيادة إنتاج إندونيسيا لزيت النخيل للفترة نفسها، من 10.300 مليون طن في عام 2002 و28.50 مليون طن في عام 2012.
إن إنتاج الزيت بأكمله مستمد من غابات إندونيسيا المطيرة التي تحتل المرتبة الثالثة في العالم، والاثنان الآخران في حوضي الأمازون والكونغو. نماذج الأعمال الرئيسية الثلاثة لإنتاج زيت النخيل في إندونيسيا هي المزارع الخاصة الكبيرة الحجم، أصحاب الحيازات الصغيرة في النواة، وأصحاب الحيازات الصغيرة المستقلون. انهيار مساحة زيت النخيل وإنتاجه حسب نوع مزرعة زيت النخيل. يبلغ معدل إنتاجها السنوي من أشجار النخيل التي تم زراعتها منذ حوالي 25 عامًا 4 أطنان من النفط لكل هكتار. تفكر إندونيسيا في خطط لزيادة الإنتاج من خلال إدخال أنواع جديدة يمكنها مضاعفة معدل الإنتاج لكل هكتار.
بورنيو وسومطرة هما الجزيرتان اللتان تمثلان 96٪ من إنتاج زيت النخيل في إندونيسيا. اعتبارًا من عام 2011 كان هناك 7.8 مليون هكتار من مزارع زيت النخيل، منها 6.1 مليون هكتار من هذه المزارع المنتجة التي يتم حصادها، مما يجعل إندونيسيا رائدة على مستوى العالم في إنتاج زيت النخيل الخام. وفقا لتقارير البنك الدولي يتم تصدير ما يقرب من 50 ٪ من إنتاج زيت النخيل الخام المنتجة في البلاد في شكل غير المصنعة، في حين تتم معالجة ما تبقى في زيت الطهي، ويتم تصدير حوالي نصفها، في حين يتم استهلاك الباقي محليا.
نظام إنتاج زيت النخيل الخام أمر حيوي لاقتصاد إندونيسيا وله العديد من الاستخدامات المحلية والأجنبية. إنه يوفر مصدر تصدير رئيسي من خلال الغذاء والاستخدام الصناعي. كما أنها تستخدم للأغذية المنزلية والديزل الحيوي والوقود الحيوي. تشير التقديرات إلى أن عدد سكان إندونيسيا سينمو إلى 285 مليون شخص في عام 2025 مما سيؤدي إلى زيادة الطلب المحلي على الزيوت النباتية. بالإضافة إلى ذلك تتمثل الاستخدامات الصناعية المحلية الأخرى لزيت النخيل في دعم الصناعات الدوائية والتجميلية والكيميائية.

## الاستخدامات
يعتبر زيت النخيل مكونًا أساسيًا لصناعة الأغذية، حيث يستخدم كزيت للطبخ أو في إنتاج الأطعمة المصنعة (مثل أنواع كثيرة من الشوكولاتة والبسكويت وعلكة المضغ ...)، ويستخدم أيضًا لصناعة مستحضرات التجميل ومنتجات النظافة كالصابون، وأحمر الشفاه، ومسحوق الغسيل. كما أن له قيمة كبيرة كمواد تشحيم في الإنتاج الصناعي أو في قطاع الطاقة لإنتاج وقود الديزل الحيوي.
على مدى السنوات القليلة الماضية زاد الاهتمام بالوقود الحيوي كمصدر محتمل للطاقة النظيفة، فقد أصبح الاستخدام الرئيسي لزيت النخيل الخام المحلي. من المتوقع أن يشهد الاستخدام المحلي للديزل الحيوي نمواً بنسبة 7.3٪ بحلول عام 2025. وقد اهتمت الحكومة الإندونيسية بتنمية مزارع الوقود الحيوي من أجل تقليل اعتماد الدول على الوقود الأحفوري. من المتوقع أنه في عام 2025 سوف يمثل الوقود الحيوي 25 ٪ من مزيج الطاقة الإندونيسي الوطني.
يتم إنتاج وقود الزيت الحيوي باستخدام عملية التحول الهوائي التي تحول الدهون الثلاثية في زيت النخيل الخام إلى استرات لاستخدامها في إنتاج الوقود الحيوي. وقد تبين أن هذه العملية لديها عائدات الزيت الحيوي من 93.6 ٪.

## التأثيرات على المجتمعات المحلية
يرجع توسع صناعة زيت النخيل إلى ربحيتها، وحيث لديها القدرة على تطوير وظائف جديدة وتحسين مستويات معيشة الأفراد وأصحاب الحيازات الصغيرة عندما تتم بشكل مستدام. وفقا لبرنامج الأمم المتحدة الإنمائي هناك حوالي 16 مليون وظيفة تعتمد على قطاع زيت النخيل.
على الجانب الآخر فإن إزالة الغابات من أجل تطوير زراعة نخيل الزيت تعرض أيضًا القبائل الأصلية والمجتمعات المحلية للخطر لأنها تنطوي على تدمير مساحات المعيشة أو الاستيلاء على الأراضي. على سبيل المثال في مناطق مثل كليمنتان، تتقوض سُبل العيش المحلية لمجتمعات داياك وتقاليدها في الزراعة المتغيرة، من خلال تطوير إنتاج زيت النخيل والمحاصيل الأحادية. غالبًا ما ينتج عن ذلك انتهاكات لحقوق الإنسان ومواجهة بين المنتجين على نطاق واسع والمجتمعات المحلية التي تم الاستيلاء على أراضيها. على سبيل المثال وجد كولشيستر أنه في عام 2010 كان هناك أكثر من 630 نزاع على الأراضي مرتبط بإنتاج زيت النخيل في إندونيسيا.
تسبب صناعة زيت النخيل أيضًا تلوث الهواء والماء مما يزيد المخاطر الصحية على سكان إندونيسيا. أدى استخدام تقنيات القطع والحرق لتخليص الأراضي لزراعة نخيل الزيت إلى انتشار حلقات الضباب الإقليمية التي تؤثر على البلدان في جميع أنحاء جنوب شرق آسيا. وقد تم ربط هذه الحلقات الضباب إلى الوفيات المبكرة الزائدة، وأمراض الجهاز التنفسي وأمراض القلب. الرضع والأطفال معرضون بشكل خاص للآثار الصحية السلبية الناجمة عن هذه التعرضات. تشير التقديرات إلى أن حلقة الضباب في جنوب شرق آسيا لعام 2015 قد تسببت في وفاة حوالي 103.300 شخص في إندونيسيا وماليزيا وسنغافورة وفقًا لنماذج الوفيات.